# البطنة (الحيمة الداخلية)

تعديل مصدري - تعديل

البطنة هي إحدى قرى عزلة بني الحذيفي بمديرية الحيمة الداخلية التابعة لمحافظة صنعاء، بلغ تعداد سكانها 355 نسمة حسب تعداد اليمن لعام 2004.